# Римський саміт НАТО 2002
Римський саміт НАТО 2002 (англ. 2002 Rome summit) — позачерговий (а тому без порядкового номера) саміт НАТО та Росії на рівні глав держав і голів урядів. На ньому держави-члени НАТО та Російська Федерація прийняли Римську декларацію «Відносини Росія-НАТО: нова якість» та створили Раду Росія-НАТО, яка замінила колишню Спільну постійну раду Росія-НАТО. Метою нової Ради мав бути розвиток співробітництва шляхом «побудови консенсусу, консультацій, спільних рішень і спільних дій». Через Раду Росія-НАТО держави-члени НАТО та Російська Федерація проводили зустрічі як рівні партнери, привносячи нову якість у взаємини між Росією і НАТО. 
1 квітня 2014 міністри закордонних справ країн НАТО у своїй спільній заяві зазначили, що призупиняють все практичне цивільне і військове співробітництво між НАТО і Росією, так би мовити, на знак осуду незаконного військового втручання Росії в Україну та порушення Росією суверенітету і територіальної цілісності України.